# Martin Schmidt (Handballspieler)
Martin Schmidt (* 22. Dezember 1969 in Achim) ist ein ehemaliger deutscher Handballspieler.
Schmidt, der mit der Rückennummer 11 auflief, spielte als Linkshänder meist auf Rechtsaußen. In der Jugend begann Schmidt bei seinem Heimatverein TSV Achim mit dem Handballspielen. Noch in der Jugend wechselte er zum TV Baden, wo er dann seine aktive Laufbahn auch begann. 1989 ging er zur SG Bremen-Ost und nach zwei Jahren nahm ihn der THW Kiel unter Vertrag. Nach zwölf Jahren in Kiel beendete er 2003 seine Bundesliga-Karriere und ging zum SV Mönkeberg, wo er seine Karriere ausklingen ließ.
In seiner Zeit als Bundesligaspieler erzielte er in insgesamt 321 Bundesligaspielen 461 Tore, davon 19 per Siebenmeter. Für die Nationalmannschaft bestritt Schmidt 42 A-Länderspiele, in denen er 67 Tore erzielte.
Schmidt ist von Beruf Diplom-Betriebswirt. Er ist verheiratet mit Andrea, mit der er einen Sohn und zwei Töchter hat. Sein Sohn Jesper ist ebenfalls Handballspieler.

## Erfolge
- Deutscher Meister 1994, 1995, 1996, 1998, 1999, 2000 und 2002
- DHB-Pokal 1998, 1999 und 2000
- DHB-Supercup 1995 und 1998
- EHF-Pokal 1998 und 2002
- EHF-Champions-League-Finalist 2000
- 7. Platz bei den Olympischen Spielen 1996
- 8. Platz bei der EM 1996